# NGC 1547
NGC 1547 è una vasta e lontana galassia a spirale barrata situata nella costellazione dell'Eridano, a una distanza di circa 457 milioni di anni luce dalla nostra Via Lattea.

## Scoperta
La galassia è stata scoperta il 17 ottobre 1885 dall'astronomo statunitense Francis Leavenworth.

## Descrizione
NGC 1547 ha una classe di luminosità II-III.